# A Little Night Music
Pour les articles homonymes, voir A Little Night Music (homonymie).
 (septembre 2016).
Si vous disposez d'ouvrages ou d'articles de référence ou si vous connaissez des sites web de qualité traitant du thème abordé ici, merci de compléter l'article en donnant les références utiles à sa vérifiabilité et en les liant à la section « Notes et références ».
A Little Night Music est une comédie musicale américaine de Stephen Sondheim sur un livret de Hugh Wheeler, créée au Shubert Theatre de Broadway en 1973.
Inspirée du film Sourires d'une nuit d'été d'Ingmar Bergman (1955), elle a notamment fait l'objet d'une adaptation cinématographique réalisée par Harold Prince en 1977 avec Elizabeth Taylor, Diana Rigg, Hermione Gingold, Len Cariou et Lesley-Anne Down .
Le spectacle comprend la chanson à succès Send In the Clowns . 

## Argument
L'action se passe en Suède au début du XXe siècle. Au cours d'un week-end à la campagne des couples vont se faire et se défaire.

## Fiche technique
- Titre original : A Little Night Music
- Livret : Hugh Wheeler d'après Sourires d'une nuit d'été d'Ingmar Bergman
- Lyrics : Stephen Sondheim
- Musique : Stephen Sondheim
- Mise en scène : Harold Prince
- Chorégraphie : Patricia Birch

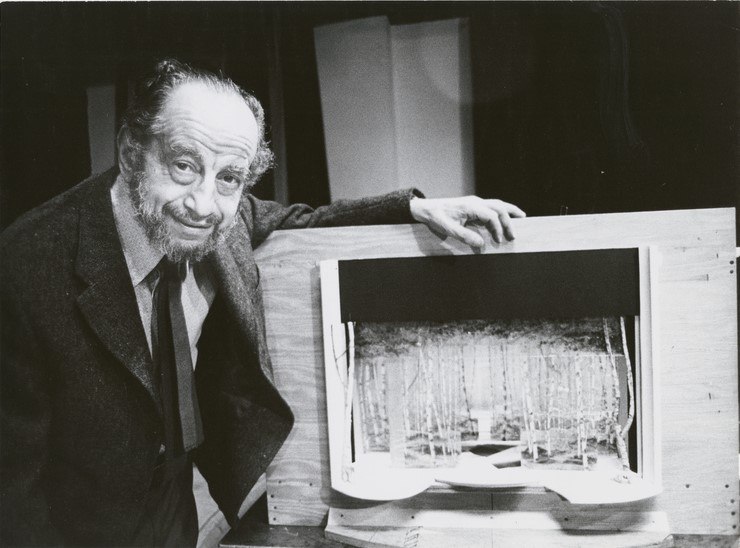
Boris Aronson devant une maquette présentant la scénographie du spectacle en 1973.

- Direction musicale : Harold Hastings
- Orchestrations : Jonathan Tunick
- Décors : Boris Aronson
- Costumes : Florence Klotz
- Lumières : Tharon Musser
- Production : Harold Prince et Ruth Mitchell
- Date de première : 25 février 1973 au Shubert Theatre
- Date de dernière : 3 août 1974 au Majestic Theatre
- Nombre de représentations consécutives : 601

## Distribution originale
- Glynis Johns : Désirée Armfeldt, actrice
- Hermione Gingold : Madame Armfeldt, mère de Désirée
- Judy Kahan : Fredrika Armfeldt, 13 ans, fille de Désirée (peut-être aussi celle de Fredrik)
- Len Cariou : Fredrik Egerman, avocat
- Victoria Mallory : Anne Egerman, 18 ans, nouvelle et innocente épouse de Fredrik
- Mark Lambert : Henrik Egerman, fils de Fredrik, né d'un premier mariage, passionné de théologie et amoureux de sa nouvelle belle-mère, Anne
- Laurence Guittard : le comte Carl-Magnus Malcolm, dragon, dernier amant en date de Désirée
- Patricia Elliot : Charlotte Malcolm, son épouse
- D'Jamin Bartlett : Petra, servante et confidente d'Anne
- Despo : Malla, domestique de Désirée
- George Lee Andrews : Frid, domestique de Mme Armfeldt
- The Liebeslieder Singers :
  - Benjamin Rayson : Mr. Lindquist
  - Teri Ralston : Mrs. Nordstrom
  - Barbara Lang : Mrs. Anderssen
  - Gene Varrone : Mr. Erlanson
  - Beth Fowler : Mrs. Segstrom

## Numéros musicaux
Acte I
- Ouverture – Mr. Lindquist, Mrs. Nordstrom, Mrs. Anderssen, Mr. Erlanson et Mrs. Segstrom
- Night Waltz – Compagnie
- Now – Frederik
- Later – Henrik
- Soon – Anne, Henrik et Frederik
- The Glamorous Life – Fredrika, Desirée, Malla, Mme Armfeldt et chœur
- Remember? – Chœur
- You Must Meet My Wife – Desirée et Frederik
- Liaisons – Mme Armfeldt
- In Praise of Women – Carl-Magnus
- Every Day a Little Death – Charlotte et Anne
- A Weekend in the Country – Compagnie

Acte II
- The Sun Won't Set – Chorus
- It Would Have Been Wonderful – Frederik et Carl-Magnus
- Perpetual Anticipation – Mrs. Nordstrom, Mrs. Segstrom et Mrs. Anderssen
- Send In the Clowns – Desirée
- The Miller's Son – Petra
- Finale – Compagnie

## Distinctions

### Récompenses
- Drama Desk Awards 1973 : 
  - Meilleur livret d'une comédie musicale pour Hugh Wheeler
  - Meilleurs lyrics pour Stephen Sondheim
  - Meilleure musique pour Stephen Sondheim
  - Meilleure interprétation pour Glynis Johns et Patricia Elliott
  - Meilleure mise en scène pour Harold Prince
  - Révélation féminine pour D'Jamin Bartlett
- Tony Awards 1973 : 
  - Meilleure comédie musicale pour Harold Prince
  - Meilleur livret pour Hugh Wheeler
  - Meilleure partition originale pour Stephen Sondheim
  - Meilleure actrice dans une comédie musicale pour Glynis Johns
  - Meilleur second rôle féminin dans une comédie musicale pour Patricia Elliott
  - Meilleurs costumes pour Florence Klotz
- Theatre World Awards 1973 : D'Jamin Bartlett, Patricia Elliott, Laurence Guittard

- Tony Awards 2010 : 
  - Meilleure actrice dans une comédie musicale : Catherine Zeta-Jones
- Drama Desk Awards 2010 : Meilleure actrice dans une comédie musicale : Catherine Zeta-Jones

### Nominations
- Tony Awards 1973 :
  - Meilleure mise en scène pour Harold Prince
  - Meilleur acteur dans une comédie musicale pour Len Cariou
  - Meilleur second rôle masculin dans une comédie musicale pour Laurence Guittard
  - Meilleur second rôle féminin dans une comédie musicale pour Hermione Gingold
  - Meilleurs décors pour Boris Aronson
  - Meilleures lumières pour Tharon Musser

- Drama Desk Awards 2010 :
  - Meilleure reprise d'une comédie musicale
  - Meilleur second rôle féminin dans une comédie musicale pour Angela Lansbury
- Tony Awards 2010 : 
  - Meilleure reprise d'une comédie musicale
  - Meilleur second rôle féminin dans une comédie musicale pour Angela Lansbury
  - Meilleur son pour une comédie musicale pour Dan Moses Schreier et Gareth Owen

## Genèse
Après 21 avant-premières, A Little Night Music s'est joué au Shubert Theatre du 25 février au 15 septembre 1973 puis du 19 septembre 1973 au 3 août 1974 au Majestic Theatre, totalisant 601 représentations. La mise en scène était d'Harold Prince, la chorégraphie de Patricia Birch et les décors de Boris Aronson. 
Du 23 décembre 2003 au 15 février 2004 A Little Night Music a été jouée pour de nombreuses représentations au Shakespeare Theater de Chicago. Produit par le Chicago Shakespeare Theater, le directeur exécutif était Criss Henderson et le directeur artistique Barbara Gaines. Mise en scène par Gary Griffin, le chef d'orchestre était Thomas Murray. Les décors étaient de Daniel Ostling, les costumes de Marla Blumenfeld, les lumières de Ken Billington, les maquillages de Melissa Veal, la sonorisation de James Savage.
En 2009, une nouvelle production a été montée au Walter Kerr Theatre de Broadway et présentée  à partir du 24 novembre, avec Angela Lansbury et Catherine Zeta-Jones dans les rôles principaux (remplacées depuis le 13 juillet 2010, dans cette production toujours en cours, par Elaine Stritch et Bernadette Peters).

## Productions internationales

### Royaume-Uni
La création britannique a eu lieu à l'Adelphi Theatre de Londres le 15 avril 1975 (406 représentations). Elle réunissait Jean Simmons (Désirée), Hermione Gingold (Mme Armfeldt) et Joss Ackland (Frederik) dans les rôles principaux.
Une nouvelle production a eu lieu du 6 octobre 1989 au 17 février 1990 au Piccadilly Theatre (144 représentations), mise en scène de Ian Judge, décors de Mark Thompson et chorégraphies d'Anthony Van Laast.
Reprise au Royal National Theatre de Londres / Olivier Theatre du 26 septembre 1995 au 31 août 1996 dans une mise en scène de Sean Mathias, des décors de Stephen Brimson Lewis, des costumes de Nicky Gilabrand, des lumières de Mark Henderson et des chorégraphies de Wayne McGregor. Judi Dench qui jouait Desirée Armfeldt a reçu le Laurence Olivier Award de la meilleure actrice dans une comédie musicale. À ses côtés Siân Phillips (Mme Armfeldt), Laurence Guittard (Frederik) et Lambert Wilson (Malcolm).
Dernière production en date au Menier Chocolate Factory du 22 novembre 2008 au 8 mars 2009 dans une mise en scène de Trevor Nunn, chorégraphie de Lynne Page, costumes de David Farley et nouvelles orchestrations de Jason Carr. Une prolongation eut lieu au Garrick Theatre dans le West End londonien du 28 mars 2009 au 25 juillet 2009.

### Suède
Zarah Leander a joué Mme Armfeldt lors de la création suédoise à Stockholm en 1978. Helena Kallenbäck jouait Désirée et Jan Malmsjö Frederik. C'est ce dernier qui chantait Send In the Clowns et Liaisons, initialement dévolues à Désirée et Mme  Armfeldt. La production était mise en scène par Stig Olin.

### Espagne
En 2000, A Little Night Music a été présenté au festival d'été de Barcelone au théâtre Grec entre le 26 juin et le 4 juillet. Mise en scène par Mario, elle réunissait Vicky Peña (Désirée), Montserrat Carulla (Mme Armfeldt), Constantino Romero / Mario Gas (Frederik), Àngel Llàcer (Henrik) et Alícia Ferrer (Anne).

### France

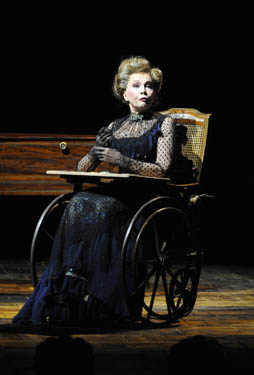
Leslie Caron dans le rôle-titre en 2010.

En février 2010, le théâtre du Châtelet de Paris a proposé 6 représentations de A Little Night Music, direction musicale de Jonathan Stockhammer à la tête de l'Orchestre philharmonique de Radio France, mise en scène de Lee Blakeley, chorégraphie d'Andrew George, décors de Rae Smith, costumes de Jo Van Schuppen et lumières de Jenny Cane. La distribution comprenait Leslie Caron (Mme Armfeldt), Lambert Wilson (Frederik),  Rebecca Bottone (Anne), David Curry (Henrik), Nicholas Garrett (Malcolm), Deanne Meek (Charlotte) et Francesca Jackson (Petra). Kristin Scott-Thomas qui devait jouer Désirée fut remplacée par Greta Scacchi.

## Discographie
- A Little Night Music, Glynis Johns, Hermione Gingold, Len Cariou, Paul Gemigniani (dir.) - CBS Masterworks, 1973